# Leichtathletik-Länderkampf der Männer 1951 Schweden – BR Deutschland
| 3. Leichtathletik-Länderkampf mit bundesdeutscher Beteiligung 1951 | 3. Leichtathletik-Länderkampf mit bundesdeutscher Beteiligung 1951 |               |
| ------------------------------------------------------------------ | ------------------------------------------------------------------ | ------------- |
|                                                                    |                                                                    |               |
| Ländervergleich der Männer: Schweden – BR Deutschland              |                                                                    |               |
| Austragungsort                                                     | Stockholm                                                          |               |
| Wettbewerbe                                                        | 20                                                                 |               |
| Datum                                                              | 9./10. August 1951                                                 |               |
| 1. FRG 2. SWE                                                      | 112 Punkte 100 Punkte                                              |               |
| Chronik                                                            |                                                                    |               |
| ← FRG-LUX (M)                                                      | SUI-FRG (M) →                                                      | SUI-FRG (M) → |

Den dritten Vergleich des Länderkampfjahres 1951 trugen die bundesdeutschen Leichtathleten gegen Schweden aus. Fünf Mal waren die beiden Nationen in Wettbewerben mit dem kompletten leichtathletischen Programm zuvor bereits aufeinander getroffen. Vier Vergleiche hatte Schweden gewonnen. Darüber hinaus hatte es vier reine Geher-Länderkämpfe zwischen Deutschland und Schweden gegeben, die Schwedens Geher drei Mal für sich entschieden hatten. Am 9./10. August wurde die erneute Begegnung nun in der schwedischen Hauptstadt Stockholm ausgetragen.

## Wettbewerbe und Modus
Auf dem Programm standen mit zwanzig Disziplinen die olympischen Wettbewerbe außer dem Marathonlauf, den beiden Gehwettbewerben und dem Zehnkampf. Die Begegnung wurde über zwei Tage verteilt ausgetragen. Gewertet wurde wie jetzt überwiegend in den Länderkämpfen nach dem später üblichen System mit der Punkteverteilung Pl. 1: 5 P, Pl. 2: 3 P, …, Pl. 4: 1 P in der Einzelwertung sowie fünf zu drei Punkten in der Staffel.

## Ergebnis
In den Laufwettbewerben gelangen dem bundesdeutschen Team sieben Siege gegenüber drei der Schweden. Auch die beiden Staffeln gingen an die Bundesrepublik Deutschland. In den technischen Disziplinen zeigte sich die dagegen Schweden mit sechs Erfolgen gegenüber zwei für die Bundesrepublik überlegen. Am Ende gelang den bundesdeutschen Leichtathleten hier der zweite Sieg gegen Schweden. Das Ergebnis war knapp wie immer, aber die Bundesrepublik Deutschland lag mit 112 zu 100 Punkten vorn.

## Resultate

### 100 m
| Platz | Athlet         | Land | Zeit (s) |
| ----- | -------------- | ---- | -------- |
| 1     | Peter Kraus    | FRG  | 10,9     |
| 2     | Hans Rydén     | SWE  | 11,1     |
| 3     | Andersson      | SWE  | 11,2     |
| 4     | Heinz Fütterer | FRG  | 13,5     |

Datum: 9. August

### 200 m
| Platz | Athlet           | Land | Zeit (s) |
| ----- | ---------------- | ---- | -------- |
| 1     | Peter Kraus      | FRG  | 21,6     |
| 2     | Werner Zandt     | FRG  | 22,1     |
| 3     | Gösta Brännström | SWE  | 22,4     |
| 4     | Andersson        | SWE  | 22,5     |

Datum: 10. August

### 400 m
| Platz | Athlet               | Land | Zeit (s) |
| ----- | -------------------- | ---- | -------- |
| 1     | Hans Geister         | FRG  | 47,5     |
| 2     | Karl-Friedrich Haas  | FRG  | 47,7     |
| 3     | Gösta Brännström     | SWE  | 48,4     |
| 4     | Lars-Erik Wolfbrandt | SWE  | 48,7     |

Datum: 9. August

### 800 m
| Platz | Athlet           | Land | Zeit (min) |
| ----- | ---------------- | ---- | ---------- |
| 1     | Heinz Ulzheimer  | FRG  | 1:50,5     |
| 2     | Urban Cleve      | FRG  | 1:50,9     |
| 3     | Tore Sten        | SWE  | 1:51,7     |
| 4     | Ingvar Bengtsson | SWE  | 1:53,4     |

Datum: 9. August

### 1500 m
| Platz | Athlet      | Land | Zeit (min) |
| ----- | ----------- | ---- | ---------- |
| 1     | Olle Åberg  | SWE  | 3:54,2     |
| 2     | Landkvist   | SWE  | 3:55,6     |
| 3     | Werner Lueg | FRG  | 3:57,8     |
| 4     | Karl Kluge  | FRG  | 4:03,0     |

Datum: 10. August

### 5000 m
| Platz | Athlet            | Land | Zeit (min) |
| ----- | ----------------- | ---- | ---------- |
| 1     | Herbert Schade    | FRG  | 14:21,0    |
| 2     | Walter Müller     | FRG  | 14:34,0    |
| 3     | Bertil Albertsson | SWE  | 14:35,6    |
| 4     | Lindmark          | SWE  | 15:33,0    |

Datum: 9. August

### 10.000 m
| Platz | Athlet          | Land | Zeit (min) |
| ----- | --------------- | ---- | ---------- |
| 1     | Herbert Schade  | FRG  | 29:55,4    |
| 2     | Walter Nyström  | SWE  | 30:38,4    |
| 3     | Walter Müller   | FRG  | 31:04,2    |
| 4     | Bertil Karlsson | SWE  | 31:13,0    |

Datum: 10. August

### 110 m Hürden
| Platz | Athlet            | Land | Zeit (s) |
| ----- | ----------------- | ---- | -------- |
| 1     | Ragnar Lundberg   | SWE  | 14,9     |
| 2     | Wolfgang Troßbach | FRG  | 14,9     |
| 3     | Günther Theilmann | FRG  | 15,1     |
| 4     | Gösta Mattson     | SWE  | 15,6     |

Datum: 9. August

### 400 m Hürden
| Platz | Athlet              | Land | Zeit (s) |
| ----- | ------------------- | ---- | -------- |
| 1     | Rune Larsson        | SWE  | 52,6     |
| 2     | Georg Sallen        | FRG  | 53,9     |
| 3     | Karl Kohlhoff       | FRG  | 54,0     |
| 4     | Karl-Gösta Johnsson | SWE  | 54,3     |

Datum: 10. August

### 3000 m Hindernis
| Platz | Athlet          | Land | Zeit (min) |
| ----- | --------------- | ---- | ---------- |
| 1     | Helmut Gude     | FRG  | 9:03,0     |
| 2     | Ingvar Eriksson | SWE  | 9:15,8     |
| 3     | Tore Sjöstrand  | SWE  | 9:24,0     |
| 4     | Erhard Kynast   | FRG  | 9:29,8     |

Datum: 10. August

### 4 × 100 m Staffel
| Platz | Besetzung      | Land                                                      | Zeit (s) |
| ----- | -------------- | --------------------------------------------------------- | -------- |
| 1     | BR Deutschland | Karl-Friedrich Haas Peter Kraus Werner Zandt Hans Geister | 41,8     |
| 2     | Schweden       | Hans Rydén Andersson Leif Christersson Bengt Palm         | 43,1     |

Datum: 9. August

### 4 × 400 m Staffel
| Platz | Besetzung      | Land                                                            | Zeit (min) |
| ----- | -------------- | --------------------------------------------------------------- | ---------- |
| 1     | BR Deutschland | Urban Cleve Hubert Huppertz Karl-Friedrich Haas Hans Geister    | 3:12,6     |
| 2     | Schweden       | Gösta Brännström Tage Ekfeldt Rune Larsson Lars-Erik Wolfbrandt | 3:14,2     |

Datum: 10. August

### Hochsprung
| Platz | Athlet          | Land | Höhe (m) |
| ----- | --------------- | ---- | -------- |
| 1     | Arne Ljungkvist | SWE  | 1,96     |
| 2     | Gösta Svensson  | SWE  | 1,96     |
| 3     | Werner Bähr     | FRG  | 1,90     |
| 4     | Bernd Naumann   | FRG  | 1,85     |

Datum: 9. August

### Stabhochsprung
| Platz | Athlet           | Land | Höhe (m) |
| ----- | ---------------- | ---- | -------- |
| 1     | Ragnar Lundberg  | SWE  | 4,25     |
| 2     | Julius Schneider | FRG  | 4,20     |
| 3     | I. Allard        | SWE  | 4,00     |
| 4     | Gustav Stührk    | FRG  | 3,60     |

Datum: 10. August

### Weitsprung
| Platz | Athlet               | Land | Weite (m) |
| ----- | -------------------- | ---- | --------- |
| 1     | Herbert Göbel        | FRG  | 6,99      |
| 2     | Karl-Erik Israelsson | SWE  | 6,90      |
| 3     | Fritz Gleim          | FRG  | 6,81      |
| 4     | Bengt Palm           | SWE  | 6,69      |

Datum: 9. August

### Dreisprung
| Platz | Athlet            | Land | Weite (m) |
| ----- | ----------------- | ---- | --------- |
| 1     | Roger Norman      | SWE  | 14,72     |
| 2     | Erik Martinsson   | SWE  | 14,62     |
| 3     | Kurt Trozowski    | FRG  | 14,28     |
| 4     | Werner Bodenhagen | FRG  | 14,19     |

Datum: 10. August

### Kugelstoßen
| Platz | Athlet          | Land | Weite (m) |
| ----- | --------------- | ---- | --------- |
| 1     | Gösta Arvidsson | SWE  | 15,07     |
| 2     | Josef Hipp      | FRG  | 14,95     |
| 3     | Werner Theurer  | FRG  | 14,84     |
| 4     | Sven Edhlund    | SWE  | 14,26     |

Datum: 9. August

### Diskuswurf
| Platz | Athlet          | Land | Weite (m) |
| ----- | --------------- | ---- | --------- |
| 1     | Uno Fransson    | SWE  | 46,81     |
| 2     | Josef Hipp      | FRG  | 46,63     |
| 3     | Heinz Rosendahl | FRG  | 44,81     |
| 4     | Gösta Arvidsson | SWE  | 44,33     |

Datum: 9. August

### Hammerwurf
| Platz | Athlet          | Land | Weite (m) |
| ----- | --------------- | ---- | --------- |
| 1     | Karl Storch     | FRG  | 58,89     |
| 2     | Karl Wolf       | FRG  | 54,95     |
| 3     | Allan Ringström | SWE  | 53,45     |
| 4     | Bo Ericsson     | SWE  | 53,05     |

Datum: 10. August

### Speerwurf
| Platz | Athlet              | Land | Weite (m) |
| ----- | ------------------- | ---- | --------- |
| 1     | Per-Arne Berglund   | SWE  | 71,31     |
| 2     | Ragnar Ericzon      | SWE  | 70,36     |
| 3     | Hans-Joachim Schmid | FRG  | 59,95     |
| 4     | Emil Sick           | FRG  | 59,82     |

Datum: 10. August